# حميد بن عبد الرحمن الحميري
حميد بن عبد الرحمن الحميري اسمه حميد ابن عبد الرحمن الحميري البصري، تابعي ثقة منسوب إلى حمير بن سبأ بن يشحب، قال العجلي: تابعي ثقة، ثم قال: كان ابن سيرين يقول: هو أفقه أهل البصرة. وذكره ابن حبان في الثقات. روى الحديث عن أبي بكرة وابن عمر وأبي هريرة وابن عباس وأبي بكر الثقفي (أبي بكرة) وغيرهم. وروى عنه ابنه عبيد الله، ومحمد بن المنتشر ومحمد ابن سيرين وعبد الله بن بريدة وغيرهم.  ذكره أبو إسحاق الشيرازي في طبقات الفقهاء ضمن فقهاء التابعين بالبصرة. وذكره الذهبي في سير أعلام النبلاء فقال: حميد بن عبد الرحمن الحميري شيخ بصري ثقة عالم. وكانت وفاته قريب من موت سمية حميد بن عبد الرحمن الزهري.

## نسبته
يعد حميد الحميري من فقهاء التابعين في البصرة، ويقال له: الْبصْرِيُّ نسبة إلى البصرة حيث يعد من فقهائها وأعلامها. ونسبته إلى حِمْيَرَ من قبائل اليمن، ويقال له: الحِمْيَري نسبة إلى حِمْيَر بن سبأ بن يشجب، والحِمْيَريُّ بكسر الحاء المهملة وسكون الميم وفتح الياء آخره: أبو قبيلة، تنسب إليه قبائل حِمْيَر ومملكة حمير في اليمن.

## روايته للحديث
روى عن: أبي هريرة وأبي بكر الثقفي وابن عمر وابن عباس وغيرهم، كما يروي أيضا عن سعد بن هشام وأولاد سعد بن أبي وقاص.
حدث عنه: عبد الله بن بريدة ومحمد بن سيرين ومحمد بن المنتشر وقتادة بن دعامة وأبو بشر جعفر بن إياس وداود بن عبد الله الأودي وغيرهم.
ذكر النووي في شرحه لصحيح مسلم الحديث الذي رواه حميد بن عبد الرحمن الحميري عن أبي هريرة قال: اعلم أن أبا هريرة يروي عنه اثنان كل منهما حميد بن عبد الرحمن، أحدهما: هذا الحميري، والثاني: الزهري، قال الحميدي: في جمعه: كل ما في البخاري ومسلم -حميد بن عبد الرحمن عن أبي هريرة-: فهو الزهري إلا في هذا الحديث خاصة فإن راويه عن أبي هريرة: الحميري، وهذا الحديث لم يذكره البخاري في صحيحه، قال: ولا ذكر الحميري في البخاري أصلا، ولا في مسلم، إلا هذا الحديث. ذكره العيني وقال: قلت: دعواه أن البخاري لم يذكره في صحيحه قد علمت ما فيه، وقوله: ولا في مسلم إلا هذا الحديث: ليس بجيد، فقد ذكره مسلم في ثلاثة أحاديث أحدها: أول الكتاب حديث ابن عمر في القدر عن عبد الله بن بريدة عن يحيى بن يعمر وحميد بن عبد الرحمن الحميري، قالا: لقينا ابن عمر وذكر الحديث. الثاني: في الوصايا عن عمرو بن سعيد عن حميد الحميري عن ثلاثة من ولد سعد أن سعدا فذكره. الثالث: فيها عن محمد بن سيرين عن عبد الرحمن بن أبي بكرة وعن رجل آخر هو في نفسي أفضل من عبد الرحمن بن أبي بكرة ثم ساقه من حديث قرة قال وسمى الرجل حميد بن عبد الرحمن عن أبي بكرة خطبنا رسول الله يوم النحر فقال: أي يوم هذا.. الحديث.

## مكانته
قال العجلي تابعي ثقة ثم قال كان ابن سيرين يقول هو أفقه أهل البصرة رواه منصور بن زاذان عن محمد وروى هشام عن ابن سيرين قال كان حميد بن عبد الرحمن أعلم أهل المصرين يعني الكوفة والبصرة.